# Monthoiron
Monthoiron est une commune du Centre-Ouest de la France, située dans le département de la Vienne en région Nouvelle-Aquitaine.

## Géographie

### Géologie et relief
La région de Monthoiron présente un paysage de plaines vallonnées plus ou moins boisées et de vallées. Le terroir se compose :
- sur les collines calcaires d'aubues ou de champagne (ce sont des sols gris clair, argilo-limoneux, sur craie et donc calcaires) pour 30 % ;
- sur les plateaux du seuil du Poitou :
  - de Terres fortes pour 28 %,
  - de bornais (ce sont des sols brun clair sur limons, profonds et humides, à tendance siliceuse) pour 30 % ;
- sur les collines et les dépressions sableuses des bordures du bassin parisien, de calcaire sableux pour 5 % ;
- dans les vallées et les terrasses alluviales, de calcaire pour 7 %.

En 2006, 59,5 % de la superficie de la commune était occupée par l'agriculture, 38,5 % par des forêts et des milieux semi-naturels et 2 % par des zones construites et aménagées par l'homme (voirie). La présence de milieux naturels et semi-naturels riches et diversifiés sur le territoire communal permet d’offrir des conditions favorables à l’accueil de nombreuses espèces pour l'accomplissement de leur cycle vital (reproduction, alimentation, déplacement, refuge). Forêts, landes, prairies et pelouses, cours d’eau et zones humides… constituent ainsi des cœurs de biodiversité et/ou de véritables corridors biologiques.

### Communes limitrophes
| Availles-en-Châtellerault | Senillé-Saint-Sauveur |             |
| Vouneuil-sur-Vienne       | Monthoiron            | Chenevelles |
| Bonneuil-Matours          | Archigny              |             |

### Hydrographie
La commune est traversée par 6,8 km de cours d'eau dont les principaux sont L'Ozon sur une longueur de 5,4 km et L'Ozon de Chenevelles sur une longueur de 1,4 km.

### Climat
Pour des articles plus généraux, voir Climat de la Nouvelle-Aquitaine et Climat de la Vienne.
Historiquement, la commune est exposée à un climat océanique du nord-ouest.  
En 2020, Météo-France publie une typologie des climats de la France métropolitaine dans laquelle la commune est exposée à un climat océanique altéré et est dans la région climatique  Poitou-Charentes, caractérisée par un bon ensoleillement, particulièrement en été et des vents modérés.
Pour la période 1971-2000, la température annuelle moyenne est de 11,8 °C, avec une amplitude thermique annuelle de 14,7 °C. Le cumul annuel moyen de précipitations est de 697 mm, avec 10,6 jours de précipitations en janvier et 6,5 jours en juillet. Pour la période 1991-2020, la température moyenne annuelle observée sur la station météorologique la plus proche, située sur la commune de Lésigny à 16,93 km à vol d'oiseau, est de 12,1 °C et le cumul annuel moyen de précipitations est de 743,3 mm,. Pour l'avenir, les paramètres climatiques de la commune estimés pour 2050 selon différents scénarios d'émission de gaz à effet de serre sont consultables sur un site dédié publié par Météo-France en novembre 2022.

## Urbanisme

### Typologie
Au 1er janvier 2024, Monthoiron est catégorisée commune rurale à habitat dispersé, selon la nouvelle grille communale de densité à sept niveaux définie par l'Insee en 2022.
Elle est située hors unité urbaine. Par ailleurs la commune fait partie de l'aire d'attraction de Châtellerault, dont elle est une commune de la couronne,. Cette aire, qui regroupe 44 communes, est catégorisée dans les aires de 50 000 à moins de 200 000 habitants,.

### Occupation des sols
L'occupation des sols de la commune, telle qu'elle ressort de la base de données européenne d’occupation biophysique des sols Corine Land Cover (CLC), est marquée par l'importance des territoires agricoles (58,5 % en 2018), en diminution par rapport à 1990 (59,7 %). La répartition détaillée en 2018 est la suivante : 
forêts (37,7 %), terres arables (24,4 %), zones agricoles hétérogènes (24,4 %), prairies (9,7 %), zones urbanisées (2,7 %), milieux à végétation arbustive et/ou herbacée (1,2 %). L'évolution de l’occupation des sols de la commune et de ses infrastructures peut être observée sur les différentes représentations cartographiques du territoire : la carte de Cassini (XVIIIe siècle), la carte d'état-major (1820-1866) et les cartes ou photos aériennes de l'IGN pour la période actuelle (1950 à aujourd'hui).

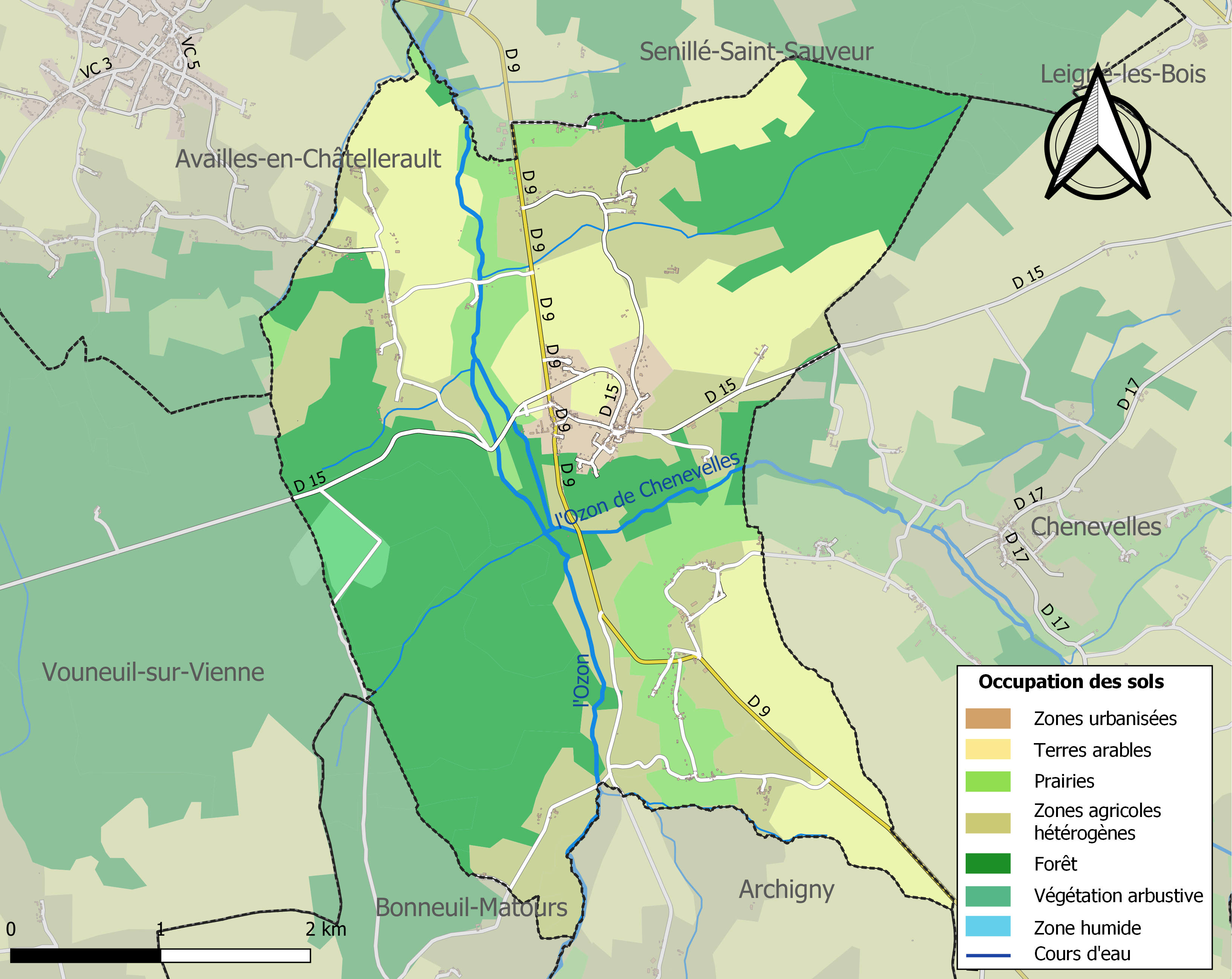
Carte des infrastructures et de l'occupation des sols de la commune en 2018 (CLC).

### Risques majeurs
Le territoire de la commune de Monthoiron est vulnérable à différents aléas naturels : météorologiques (tempête, orage, neige, grand froid, canicule ou sécheresse), inondations, feux de forêts, mouvements de terrains et séisme (sismicité modérée). Il est également exposé à un risque technologique,  le transport de matières dangereuses. Un site publié par le BRGM permet d'évaluer simplement et rapidement les risques d'un bien localisé soit par son adresse soit par le numéro de sa parcelle.

#### Risques naturels
Certaines parties du territoire communal sont susceptibles d’être affectées par le risque d’inondation par débordement de cours d'eau, notamment l'Ozon et l'Ozon de Chenevelles. La commune a été reconnue en état de catastrophe naturelle au titre des dommages causés par les inondations et coulées de boue survenues en 1982, 1983, 1999 et 2010,.
Monthoiron est exposée au risque de feu de forêt. En 2014, le deuxième plan départemental de protection des forêts contre les incendies (PDPFCI) a été adopté pour la période 2015-2024. Les obligations légales de débroussaillement dans le département sont définies dans un arrêté préfectoral du 29 mai 2015,, celles relatives à l'emploi du feu et au brûlage des déchets verts le sont dans un arrêté permanent du 24 mai 2015,.

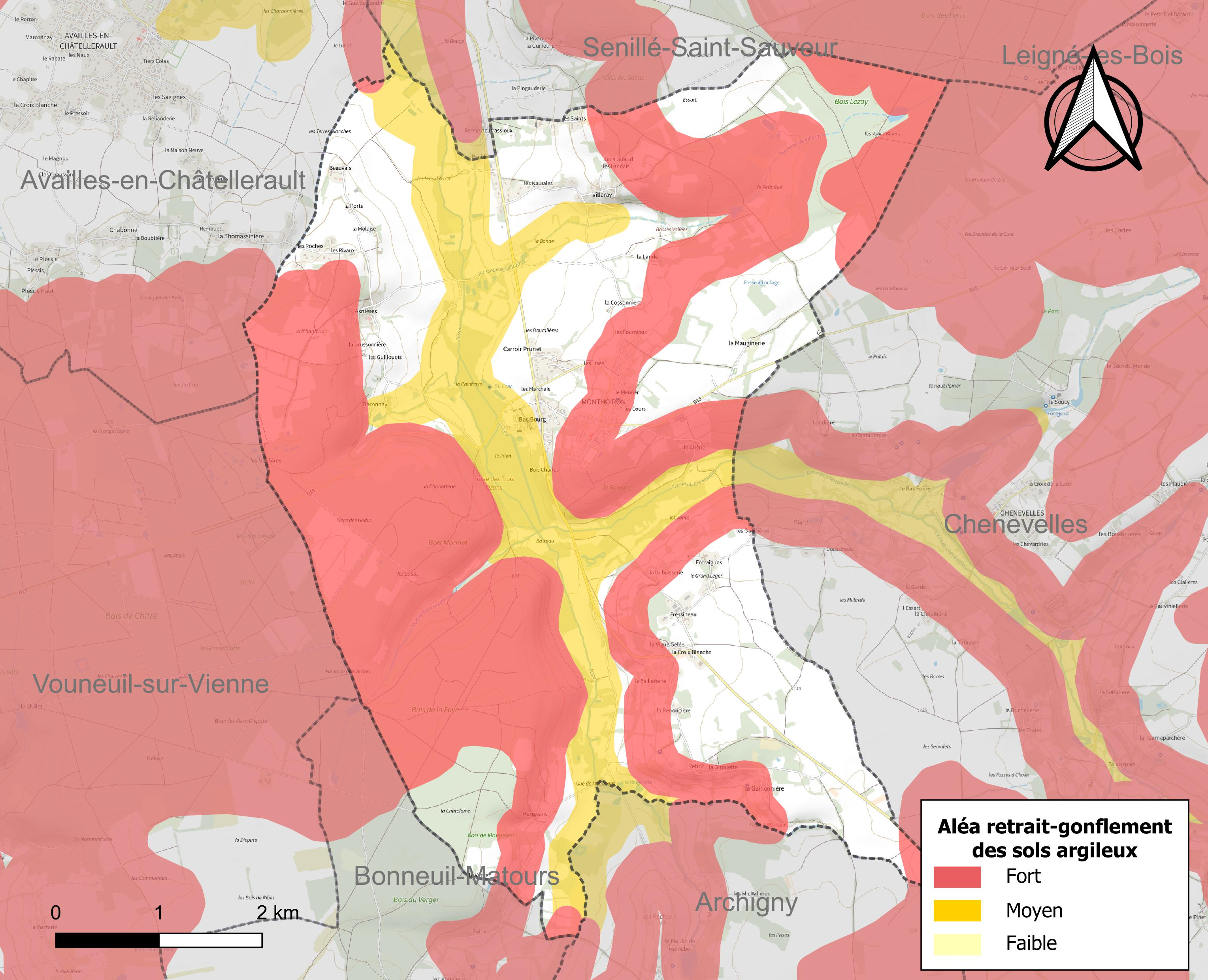
Carte des zones d'aléa retrait-gonflement des sols argileux de Monthoiron.

Les mouvements de terrains susceptibles de se produire sur la commune sont des affaissements et effondrements liés aux cavités souterraines (hors mines) et des tassements différentiels. Afin de mieux appréhender le risque d’affaissement de terrain, un inventaire national permet de localiser les éventuelles cavités souterraines sur la commune. Le retrait-gonflement des sols argileux est susceptible d'engendrer des dommages importants aux bâtiments en cas d’alternance de périodes de sécheresse et de pluie. 63,6 % de la superficie communale est en aléa moyen ou fort (79,5 % au niveau départemental et 48,5 % au niveau national). Depuis le 1er octobre 2020, en application de la loi ÉLAN, différentes contraintes s'imposent aux vendeurs, maîtres d'ouvrages ou constructeurs de biens situés dans une zone classée en aléa moyen ou fort,.
La commune a été reconnue en état de catastrophe naturelle au titre des dommages causés par la sécheresse en 1995, 2003, 2005, 2011 et 2016 et par des mouvements de terrain en 1999 et 2010.

## Toponymie
Le nom du village a plusieurs origines possibles. Il pourrait provenir du latin Mons Dodranni qui signifie La colline de Dodrannus, Dodrannus étant un anthroponyme d'origine germanique. L'ancien nom du bourg était au XIe siècle, Monte Oram qui signifierait également La Colline d'Oran, du nom du seigneur local.

## Histoire
Nous trouvons la trace d'un oppidum à Monte Aurea dès le XIe siècle. La seigneurie de Monthoiron prend une dimension régionale importante lorsque les Turpin de Crissé en prenne une première possession avec Gui V Turpin de Crissé pendant la guerre de cent ans Jacques Turpin de Crissé complète la possession de Monthoiron grâce à son mariage avec Louise de Blanchefort le 20 février 1490 qui apporte Monthoiron-Lezay.
C'est Jacques II Turpin de Crissé, le chevalier de Marignan, qui va revenir d'Italie et entreprendre la construction de la tour-forteresse de Monthoiron à côté du logis seigneurial, sur un concept que Léonard de Vinci lui aurait présenté.
Le 14 septembre 1940, les troupes nazis stationnent avec le 33e régiment au château de Monthoiron. Trois graffitis de soldat dans la tour-forteresse confirment cette présence. La Kommandatur s'y installe.
En 1944, pour fêter la Libération et le retour de la République, un arbre de la liberté est planté sur la place de l’église (un if), qui est toujours en bonne santé en 1988.

## Politique et administration

### Liste des maires
| Période   | Période       | Identité      | Étiquette | Qualité |
| --------- | ------------- | ------------- | --------- | ------- |
| mars 2001 | réélu en 2008 | Alain Guimard |           |         |

### Instances judiciaires et administratives
La commune relève du tribunal d'instance de Poitiers, du tribunal de grande instance de Poitiers, de la cour d'appel  de Poitiers, du tribunal pour enfants de Poitiers, du conseil de prud'hommes de Poitiers, du tribunal de commerce de Poitiers, du tribunal administratif de Poitiers et de la cour administrative d'appel  de  Bordeaux, du tribunal des pensions de Poitiers, du tribunal des affaires de la Sécurité sociale de la Vienne, de la cour d’assises de la Vienne.

## Démographie
L'évolution du nombre d'habitants est connue à travers les recensements de la population effectués dans la commune depuis 1793. Pour les communes de moins de 10 000 habitants, une enquête de recensement portant sur toute la population est réalisée tous les cinq ans, les populations de référence des années intermédiaires étant quant à elles estimées par interpolation ou extrapolation. Pour la commune, le premier recensement exhaustif entrant dans le cadre du nouveau dispositif a été réalisé en 2005.

En 2022, la commune comptait 672 habitants, en évolution de +1,2 % par rapport à 2016 (Vienne : +0,6 %, France hors Mayotte : +2,11 %).
| 1793 | 1800 | 1806 | 1821 | 1831 | 1836 | 1841 | 1846 | 1851 |
| ---- | ---- | ---- | ---- | ---- | ---- | ---- | ---- | ---- |
| 271  | 258  | 229  | 686  | 712  | 811  | 784  | 776  | 727  |

| 1856 | 1861 | 1866 | 1872 | 1876 | 1881 | 1886 | 1891 | 1896 |
| ---- | ---- | ---- | ---- | ---- | ---- | ---- | ---- | ---- |
| 695  | 657  | 663  | 568  | 606  | 564  | 571  | 541  | 542  |

| 1901 | 1906 | 1911 | 1921 | 1926 | 1931 | 1936 | 1946 | 1954 |
| ---- | ---- | ---- | ---- | ---- | ---- | ---- | ---- | ---- |
| 529  | 537  | 487  | 435  | 459  | 454  | 440  | 426  | 427  |

| 1962 | 1968 | 1975 | 1982 | 1990 | 1999 | 2005 | 2006 | 2010 |
| ---- | ---- | ---- | ---- | ---- | ---- | ---- | ---- | ---- |
| 452  | 393  | 366  | 564  | 609  | 588  | 598  | 603  | 679  |

| 2015 | 2020 | 2022 | - | - | - | - | - | - |
| ---- | ---- | ---- | - | - | - | - | - | - |
| 664  | 667  | 672  | - | - | - | - | - | - |

En 2008, selon l’Insee, la densité de population de la commune était de 39 hab./km2 contre 61 hab./km2 pour le département, 68 hab./km2 pour la région Poitou-Charentes et 115 hab./km2 pour la France.

## Économie
Selon la direction régionale de l'Alimentation, de l'Agriculture et de la Forêt de Poitou-Charentes, il n'y a plus que 7 exploitations agricoles en 2010 contre 12 en 2000.
Les surfaces agricoles utilisées ont très légèrement diminué et sont passées de 373 hectares en 2000 à 370 hectares en 2010. 39 % sont destinées à la culture des céréales (blé tendre essentiellement pour 80 % de la surface céréalière mais aussi de l'orge), 20 % pour le fourrage et 23 % reste en herbes. En 2000 comme en 2010, un hectare est consacré à la vigne.
Trois exploitations en 2010 (contre quatre en 2000) abritent un élevage de bovins (286 têtes en 2010 contre 197 têtes en 2000).

## Culture locale et patrimoine

### Lieux et monuments

#### Patrimoine religieux
- L'église Saint-Ambroise appartenait au prieuré Saint-Fulgent, fondé au XIIe siècle par les bénédictins de l'abbaye de Saint-Savin. Ruiné pendant la guerre de Cent Ans, puis lors des guerres de Religion, il a été déserté par ses moines au XVIe siècle, puis a perdu sa nef et ses dépendances. Le chœur, prévu de grande dimension pour accueillir une importante communauté de moines, fait désormais office de nef, et l'entrée actuelle se fait par la croisée du transept, après des travaux de restauration au XIXe siècle qui ont porté sur un nouveau portail, surmonté d'une tribune.
- La chapelle de Beauvais est inscrite comme monument historique depuis 1994.
- La chapelle Saint-Médard d'Asnières est inscrite comme monument historique depuis 1993.

#### Patrimoine civil
- La tour-forteresse du XVIe siècle - qui semble n'avoir jamais été rattachée au logis du château - est classée comme monument historique dès le 29 janvier 1996 après sa découverte par l'historien et professeur d'université Nicolas Faucherre. Le 5 juin 2010, une cinquantaine d'experts internationaux de Léonard de Vinci signent l'appel de Romorantin, stipulant que la Tour-Forteresse « correspond à un concept du maître, et peut constituer une œuvre inédite de Léonard de Vinci » et appelant à sa sauvegarde et à sa mise en valeur.
- Le domaine du château dont une tour du XVIe siècle accolée au logis seigneurial est simplement inscrite comme monument historique le 31 décembre 1993.
- Le moulin  de Monthoiron est construit le long de l’Ozon. Le chapitre de Saint-Hilaire de Poitiers le mentionne en 1475. L’ancien moulin à farine, a subi comme tous les moulins du Poitou une transformation pour devenir un moulin à huile.

#### Patrimoine naturel
La commune abrite deux sites qui sont classés comme zones naturelles d'intérêt écologique, faunistique et floristique (ZNIEFF). Elles couvrent 16 % de la surface communale. Il s'agit des lieux dénommés :
- Les Meulieres ;
- Les bois de la Foye.

De plus, Les Meulieres et les Brandes de la Dispute bénéficient d'une protection par maîtrise foncière et sont protégés au titre des espaces naturels sensibles (ENS). Ces espaces couvrent 16 % de la surface communale.

##### Arbres remarquables
Selon l'Inventaire des arbres remarquables de Poitou-Charentes, il y a un arbre remarquable sur la commune qui est un sapin d'Espagne situé au lieudit le Clos du Prieuré.

##### Le bois de la Foye et les brandes de la Dispute
Le bois de la Foye et les brandes de la Dispute  se situent au sein des bois de Chitré qui constituent un vaste massif boisé s’étendant sur un plateau de la rive droite de la Vienne, au cœur du seuil du Poitou, entre Châtellerault et Chauvigny. C’est un site classé zone naturelle d’intérêt écologique, faunistique et floristique (ZNIEFF).
Les sols dominant sur les plateaux sont des bornais, c’est-à-dire des sols acides, plus ou moins imperméables et hydromorphes. Par contraste, sur les pentes et dans le vallon de l’Hordin, les sols argilo-calcaires dominent. Ce contexte  explique la grande diversité d’habitats rencontrés sur le site et l’originalité de certains d’entre eux : chênaie calcifuge atlantique et landes sur le plateau, chênaie-charmaie sur les  pentes et, surtout, la tourbière alcaline de la Fontaine aux Vaches qui occupe près d’un hectare.
La  flore et la faune y sont donc très diversifiées, parmi lesquelles les oiseaux, les amphibiens et les plantes à fleurs représentent les éléments les plus intéressants.
Sur le plan botanique, la zone la plus intéressante est la tourbière de la Fontaine aux Vaches, un type de milieu rare et très localisé au sein de la région Poitou-Charentes. On y trouve des plantes rares comme l’orchis élevé et l’épipactis des marais, la gentiane peumonanthe (représentante isolée dans ces plaines atlantiques d’un genre emblématique des pelouses alpines), des laîches typiques de ces milieux asphyxiants (comme la laîche puce). On pourra aussi découvrir :
- La cicendie fluette,
- La dryoptéris affine,
- L’épipactis de Müller,
- La germandrée des marais,
- L’ophioglosse commun,
- L’orchis incarnat,
- La pulicaire vulgaire.

Les amphibiens sont bien représentés :le sonneur à ventre jaune qui est petit crapaud que l’on trouve dans les ornières forestières (en forte régression partout en Europe de l’Ouest et on connait, en 2008, moins de 10 stations dans le département de la Vienne),la grenouille de Lesson,le triton marbré, le crapaud calamite et la rainette verte. Ces espèces sont protégées en France.
Quant à l’avifaune, elle se singularise par la présence d’un riche cortège d’oiseaux nicheurs propres au biotope constitué par les landes et  les boisements ouverts, tels que l’engoulevent d’Europe, la fauvette pitchou, le busard Saint-Martin, busard cendré, faucon hobereau la bécasse des bois.

### Personnalités liées à la commune
Jacques II Turpin de Crissé : c'est lui qui entreprend la construction de la tour-forteresse de Monthoiron en 1517 qui se termine dix ans plus tard.
Nicolas de Pérusse des Cars : à la fin du XVIIIe siècle il accueille (rémunéré par le roi ) sur ses terres des réfugiés acadiens dont beaucoup repartiront pour la Louisiane.

### Articles de Wikipédia
- Liste des communes de la Vienne
- Anciennes communes de la Vienne
- Château de Monthoiron

## Sources